# 芦野公園駅
芦野公園駅（あしのこうえんえき）は、青森県五所川原市金木町芦野にある、津軽鉄道津軽鉄道線の駅である。2024年6月1日より副駅名称を月虹 ～見た方々に幸せを～となる。

## 歴史

### 年表
- 1930年（昭和5年）10月4日：開業。
- 1994年（平成6年）6月：駅での切符販売を中止（その後、隣の喫茶店に簡易委託）[3]。
- 2002年（平成14年）：東北の駅百選に選定される[要出典]。
- 2006年（平成18年）5月21日：東京ふるさと金木会から、津軽鉄道サポーターズクラブを通して新駅名標が寄贈される。製作は、木工-浪岡-たま木屋・漆喰-弘前-三浦工業・筆入れ-森田-そうまのんき[要出典]
- 2014年（平成26年）12月19日：旧駅舎が国の登録有形文化財に登録される[2][4]。
- 2024年（令和6年）6月1日：副駅名ネーミングライツ事業にてテレビアニメ「じいさんばあさん若返る」を制作した合同会社「月虹」がネーミングライツパートナーになり、当駅の副駅名称が「月虹 ～見た方々に幸せを～」となる[1]。

### 津軽鉄道旧芦野公園駅本屋
五角形の「腰折れ破風」が設置された半切り妻の屋根を持つ木造平屋建ての建物で、開業時から1975年（昭和50年）まで駅舎として利用された。津軽鉄道では最後に残った開業時からの建築物であった。現在は特定非営利活動法人（NPO法人）の「かなぎ元気倶楽部」が運営する喫茶店「駅舎」として利用されている。
当駅は太宰治の小説『津軽』において描かれている。NPO法人の喫茶店として利用されるなど地元の市民にも親しまれていることなどが「国土の歴史的景観に寄与している」と評価され、 2014年（平成26年）12月19日 に国の登録有形文化財に登録された。

## 駅構造
1面1線の単式ホーム。
隣接する「赤い屋根の喫茶 駅舎」という喫茶店に簡易委託駅されており、自社線内の乗車券（区間は限定されている）と入場券が購入できる。また、ダッチングマシンや改札鋏も現役であるが、桜まつり期間中（4月下旬 - 5月上旬）の日中のみは、駅に津軽鉄道の社員が派遣されて、全区間のきっぷの販売を行う。
ホーム向かいには先代のストーブ列車として使用されたオハ31 1（元国鉄オハ31 26）が1983年（昭和58年）の廃車後に保存展示されていた。2006年（平成18年）7月2日に撤去され、整備を受けた後に2007年（平成19年）10月14日に開業した埼玉県さいたま市の鉄道博物館に収蔵された。

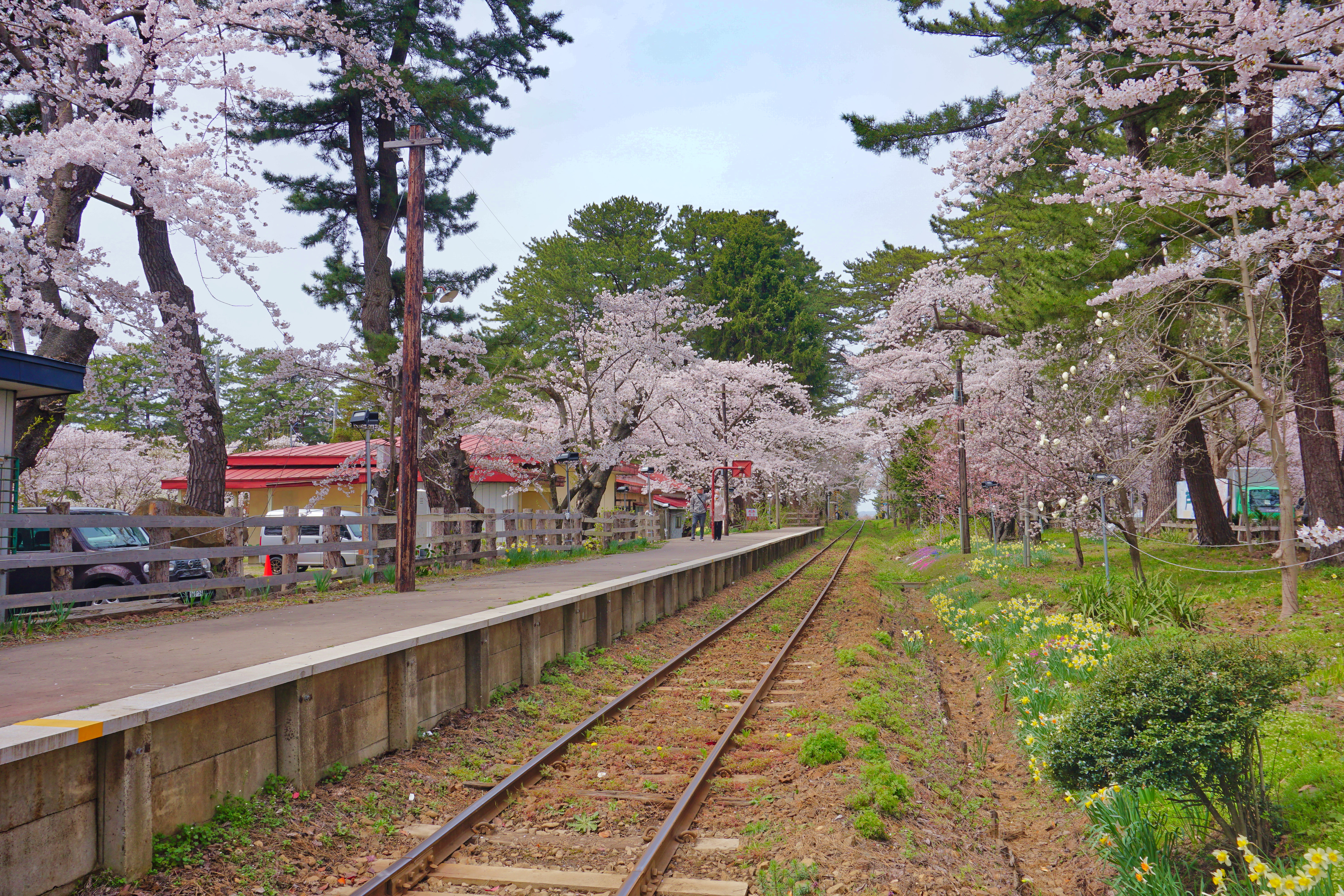
ホーム（2023年4月）
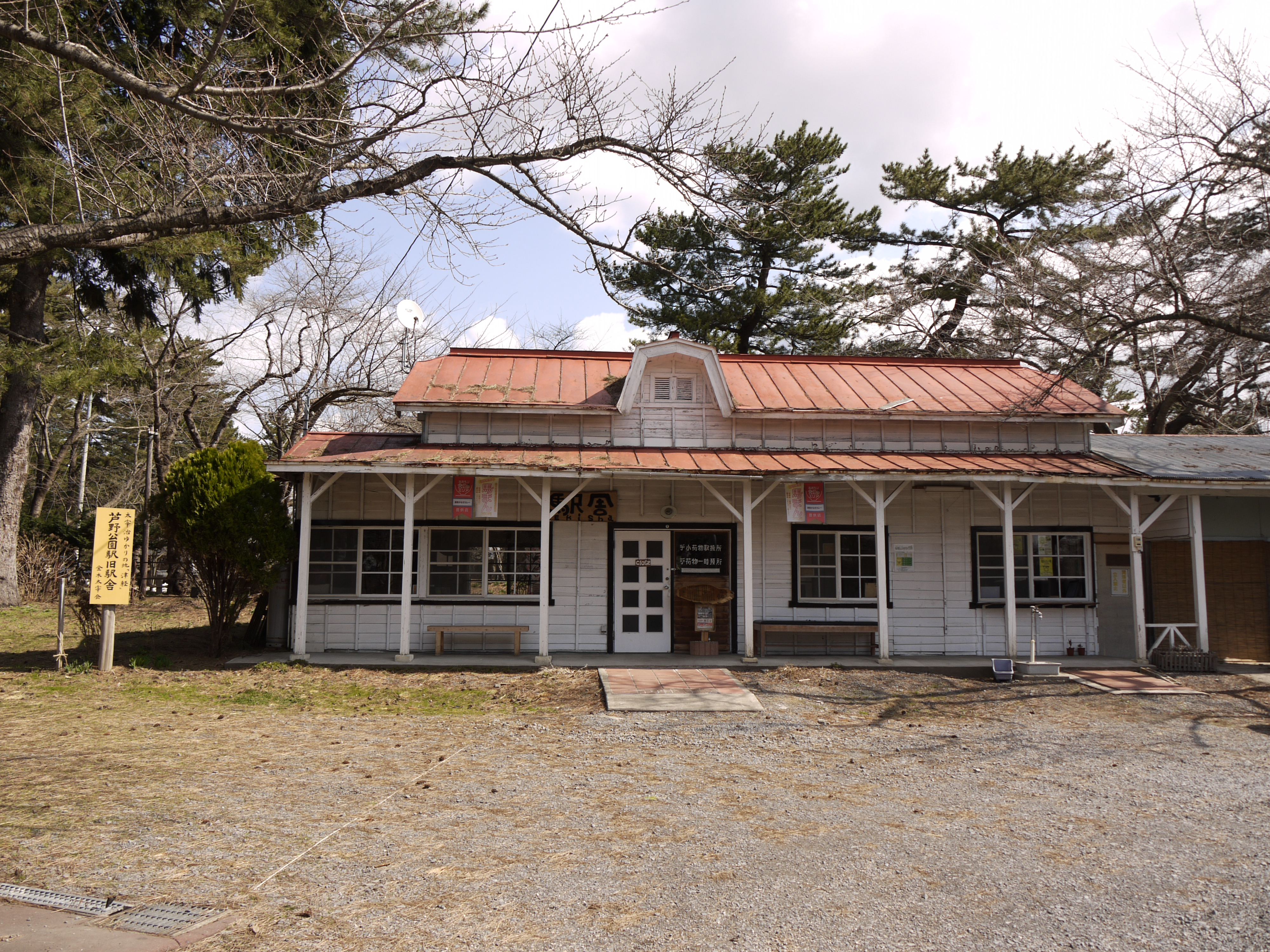
喫茶店となっている旧駅舎（2013年5月）

## 利用状況
| 1日乗降人員推移 | 1日乗降人員推移 |
| 年度            | 1日平均人数     |
| --------------- | --------------- |
| 2011年          | 55              |
| 2012年          | 83              |
| 2013年          | 65              |
| 2014年          | 84              |
| 2015年          | 85              |

## 駅周辺
- 青森県立芦野公園 - 青森県内の桜の名所。桜の開花時期には当駅に桜のトンネルができる[11]
- 金木歴史民俗資料館
- 国道339号
- 五所川原警察署金木交番[12]（旧:金木警察署）
- 五所川原市立金木小学校
- B&G財団金木海洋センター（夏季のみ営業）
- 櫻庭利弘美術館
- 藤枝溜池

## 舞台となった作品
いずれも太宰治の作品またはこれを題材とした作品。
- 津軽（小説）[5][9]
- 鳩のごとく 蛇のごとく 斜陽（映画）[13] - 太宰の小説『斜陽』を原作とした映画。2022年公開予定。

## その他
- 「桜や老松が広がる閑かな公園内に佇む無人駅」として、東北の駅百選に選定された。
- 太宰治の小説『津軽』の中で、金木町の町長が上野駅で芦野公園駅までの連絡乗車券を購入しようとしたところ、出札係員に「そんな駅はない」と言われ激昂し、押し問答の末とうとう発券させたというエピソードが紹介されている。
- 東日本旅客鉄道（JR東日本）の駅で発売している「津軽フリーパス」の利用は当駅まで（から）となっていたが、現在は金木駅までしか利用できない。
- 2012年4月29日には、岡山県の旧片上鉄道吉ヶ原駅の猫駅長「コトラ」が訪れ、統括駅長を務めた[14]。

## 隣の駅
津軽鉄道
■津軽鉄道線
金木駅 - 芦野公園駅 - *川倉駅 - 大沢内駅
*一部の列車は川倉駅を通過する。